# Урмекеєво
Урмеке́єво (рос. Урмекеево, башк. Үрмәкәй) — село у складі Туймазинського району Башкортостану, Росія. Входить до складу Сайрановської сільської ради.
Населення — 315 осіб (2010; 290 у 2002).
Національний склад:
- башкири — 77 %